# Syngrapha plusioides
Syngrapha plusioides är en fjärilsart som beskrevs av Embrik Strand 1917. Syngrapha plusioides ingår i släktet Syngrapha och familjen nattflyn. Inga underarter finns listade i Catalogue of Life.